# Irina Kalimbet
Irina Kalimbet (ucraïnès: Ірина Володимирівна Калімбет)  (Kíiv, 29 de febrer de 1968) és una remadora ucraïnesa, ja retirada, que va competir sota bandera soviètica durant la dècada de 1980. Es casà amb el també remer Vassili Tíkhanov amb qui va tenir dues filles bessones, Anastasia i Elizaveta, ambdues remadores.
El 1988 va prendre part en els Jocs Olímpics d'Estiu de Seül, on va guanyar la medalla de plata en la prova del quàdruple scull del programa de rem. Va formar equip amb Inna Frolova, Svetlana Maziy i Antonina Doumtcheva.
En el seu palmarès també destaquen dues medalles al Campionat del món de rem, una de plata i una de bronze, entre les edicions de 1987 i 1989.